# Renfe série S-100
Le S-100 (pour Série 100, nom d'exploitation) est un train à grande vitesse AVE construit dans les années 1990 par Alstom — qui s'appelait à l'époque Alsthom —, circulant en Espagne pour la Renfe. Dix rames sont également équipées pour rouler en France.

## Historique
Ayant décidé de construire une ligne à grande vitesse entre Madrid et Séville, la Renfe, qui n'a aucune expérience en la matière, doit se tourner vers l'extérieur pour se procurer le matériel nécessaire. Un concours pour la fourniture de 24 rames à grande vitesse est ouvert en février 1988. Quatre groupes internationaux présentent leurs propositions en juin 1988 :
- la firme française Alstom offre un modèle basé sur la technologie du nouveau TGV Atlantique, qui ne circulera pas en service commercial avant le 24 septembre 1989. Mais Alstom dispose de l'expérience du TGV Sud-Est, en service depuis 1981. Pour participer au concours, elle s'est alliée aux firmes espagnoles La Maquinista Terrestre y Maritima et ATEINSA ;
- la firme allemande Siemens propose son ICE, en essais depuis 1986. Il doit entrer en service commercial à 250 km/h à partir de 1991, vitesse que l'on espère ultérieurement porter à 280 km/h. Mais tout reste à prouver ;
- les Japonais sont ceux qui ont la plus grande expérience dans ce domaine. Les Shinkansen des Japan Railways circulent à la vitesse commerciale de 210 km/h depuis 1964, vitesse portée à 240 km/h en 1982 puis à 275 km/h en 1990. À l'époque de l'adjudication, les japonais travaillent sur une nouvelle génération de trains à grande vitesse appelée Super-Hikari ;
- des entreprises italiennes, dont Fiat Ferroviaria, proposent la technologie des trains Pendolino, qui effectuent un service commercial à 250 km/h depuis 1988, et surtout le prototype d'ETR 500, prévu pour la vitesse de 300 km/h.

C'est le groupe français Alsthom qui remporte le concours. Le 16 mars 1989, le contrat pour la fourniture des 24 rames (dont six S-101 après modification de la commande initiale) est signé. Seules seront fabriquées en France, à l'usine de Belfort, les quatre premières rames ainsi que les huit unités motrices des quatre rames suivantes, le reste étant à la charge des firmes espagnoles.
À sa mise en service, la rame 01 fait des tests sur la LGV Atlantique, durant lesquels elle atteint la vitesse de 310 km/h. La rame 02 est la première rame livrée en Espagne, le 28 novembre 1991. Le 10 janvier 1992, elle atteint la vitesse de 330 km/h, sur une section d'essais aménagée sur la nouvelle LGV Madrid - Séville.
Dans un premier temps, le nombre de 18 rames S-100 est jugé suffisant pour couvrir les besoins de cette LGV.
Arrivée à mi-vie, toute la série fait l'objet d'une rénovation poussée entre juin 2006 et novembre 2008. La Renfe investit 41,3 millions d'euros dans l'opération, effectuée par Alstom aux ateliers de la Sagra. Première arrivée en Espagne, la rame 02 est aussi la première à être rénovée. Elle est officiellement présentée à la ministre de l'Équipement (Magdalena Álvarez) le 27 février 2007. Les aménagements intérieurs sont entièrement refaits afin d'augmenter le confort. L'éclairage est refait afin d'obtenir une meilleure luminosité. La moquette couvrant les sols est supprimée et remplacée par des plaques imitation bois. Les sièges sont remplacés par de nouveaux modèles, équipés de prises 220 volts permettant de charger les téléphones portables et d'utiliser des ordinateurs. La remorque de classe « club » est celle qui connaît les plus profondes transformations.
De la fin de 2009 à avril 2010, les rames S-101 ou « Euromed » sont aussi rénovées, et l'écartement des roues passe de 1,668 m à 1,435 m, complétant ainsi le parc des S-100 à 24 éléments.
Depuis 2012, dix rames (dont la capacité est portée de 329 à 347 places) sont retournées à l'usine Alstom de Belfort, afin d'être équipées pour circuler en France (alimentation en 1 500 V continu ; installation de la TVM et du KVB, mais également d'une version de l'ERTMS). Ainsi, elles pourront y emprunter les lignes classiques du sud-ouest. La Renfe ambitionne alors de desservir la liaison Barcelone – Toulouse à raison de deux à trois allers-retours quotidiens. En 2013, l'Établissement public de sécurité ferroviaire a délivré l'autorisation de mise en exploitation commerciale de ces rames dans l'Hexagone. Les nouvelles liaisons à grande vitesse entre la France et l'Espagne ont été mises en service le 15 décembre de la même année, dans le cadre de l'alliance Renfe-SNCF en Coopération. À la suite de la dissolution de cette alliance en décembre 2022, la Renfe relance seule les AVE concernés en juillet 2023 (tout en continuant à utiliser des rames S-100) dans le cadre de l'ouverture à la concurrence.

## Conception
Bien que basé sur le TGV Atlantique français, l'AVE espagnol s'en distingue sur un certain nombre d'éléments :
- design intérieur et extérieur entièrement revu. La partie frontale des motrices est beaucoup plus arrondie que le TGV Atlantique ;
- composition à huit remorques au lieu de 10, avec modification complète de l'aménagement intérieur ;
- équipement bicourant prévu pour les tensions de 25 kV et 3 000 V, au lieu de 25 kV et 1 500 V (du moins pas avant 2012, pour certaines rames) ;
- étude plus poussée de la climatisation, afin de tenir compte des conditions climatiques spécifiques à la péninsule ibérique ;
- augmentation des capacités de refroidissement des équipements de puissance ;
- renforcement de l'étanchéité des caisses, du fait de la présence de nombreux tunnels sur la ligne AVE ;
- équipement de la vidéo dans chaque caisse, et d'équipements audio individuels sur chaque siège ;
- renforcement des systèmes de freinage, de façon à bloquer la rame sur des pentes de 30 pour mille ;
- équipement de communication sol-train adapté, et montage des équipements de signalisation LZB et ASFA ;
- pantographes spécifiques, adaptés à la caténaire espagnole.

Comme le TGV, c'est un train articulé.
Les trois premières remorques sont réservées aux classes supérieures (remorque 1 : classe « club » avec une salle de réunion ; remorques 2 et 3 : classe « preferente  »), la remorque 4 abrite la cafétéria, et les autres sont consacrées à la classe « turista ».

## Service
À l'origine, le service entre Madrid et Séville est organisé à raison de 6 trains quotidiens dans chaque sens. Quinze ans plus tard, en 2007, la fréquence quotidienne atteint 20 trains dans chaque sens.

### Liaisons internationales

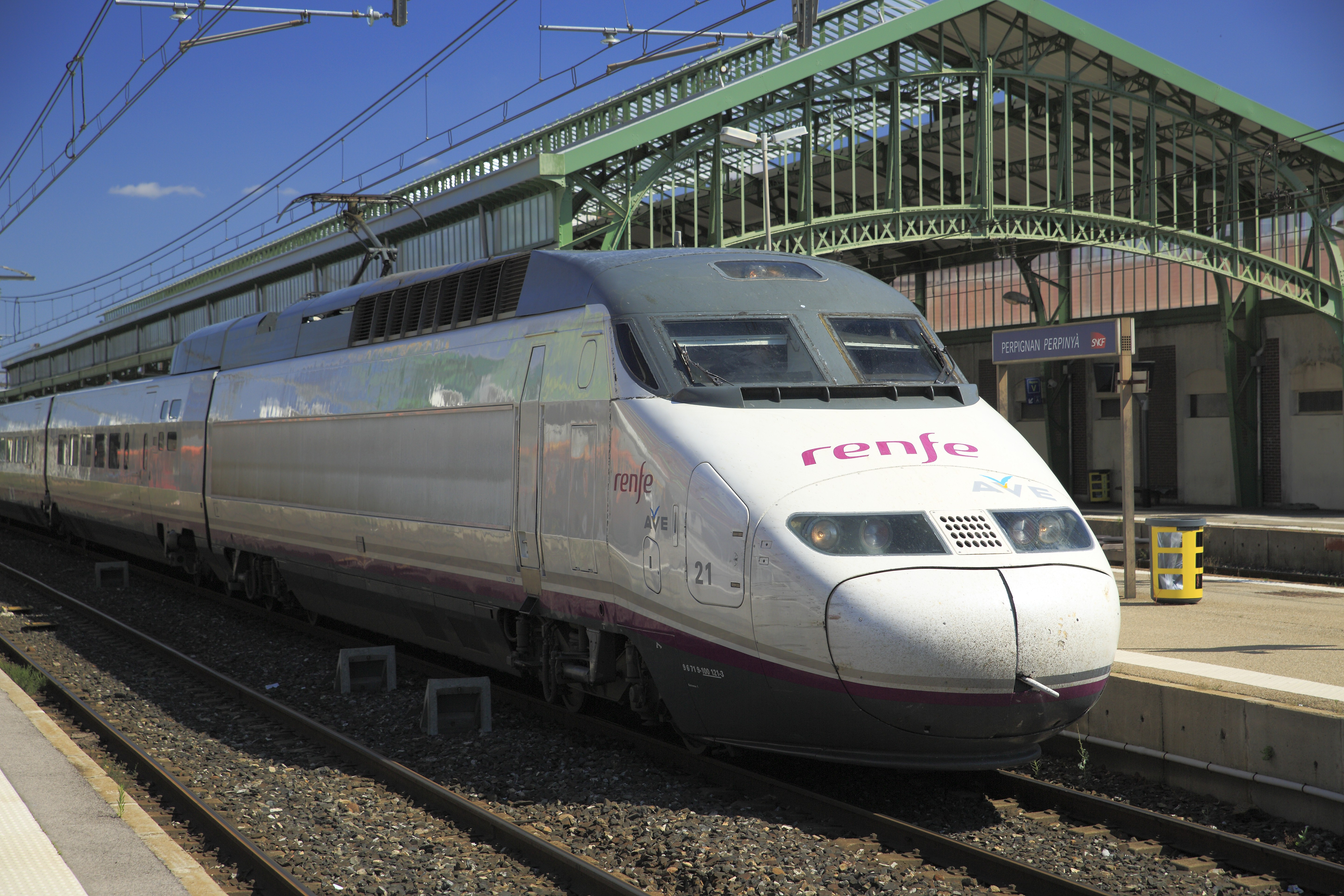
La rame 21 à Perpignan, en juin 2014.

Les relations internationales entre la France et l'Espagne (dans le cadre de l'alliance Renfe-SNCF en Coopération) desservies par les S-100, depuis 2013, étaient Madrid – Marseille et Barcelone – Lyon ; à cela s'ajoutait Barcelone – Toulouse (cependant, cette liaison était effectuée en TGV Euroduplex depuis 2017, puis avait été supprimée en 2020).
La dissolution de Renfe-SNCF en Coopération, en décembre 2022, entraîne initialement la suppression des deux liaisons internationales encore assurées par ce matériel AVE. Toutefois, dans le cadre de l'ouverture à la concurrence, la Renfe relance les trains Madrid – Marseille et Barcelone – Lyon en juillet 2023,, puis Toulouse – Barcelone au deuxième trimestre 2025.

## Rames particulières
- Rame 12 : faisant partie de l'ancienne série des S-101, elle présente la particularité d'être constituée d'une motrice dont la forme de la caisse est semblable à celle d'un TGV Duplex[2],[12].
- Rames 15 à 24 : elles ont été équipées pour pouvoir circuler en France[4].
- Rame 22 : la motrice située du côté des voitures de la classe « turista » a subi un incendie près de la gare de Lunel, le 2 août 2015[13]. Elle a été réparée moins d'un an après.